# Carl Johan Hartman
Pour les articles homonymes, voir Hartman.
Carl Johan Hartman (14 avril 1790 – 28 août 1849) est un médecin et botaniste suédois.